# Liga Mexicana de Béisbol 1974
La Temporada 1974 de la Liga Mexicana de Béisbol fue la edición número 50. Para esta temporada el número de equipos se mantuvo en 16 pero hubo un cambio de sede, el equipo de Piratas de Sabinas se convierte en los Mineros de Coahuila quienes debutaron en la liga, las sedes del equipo serían la ciudad de Monclova y la ciudad de Sabinas en Coahuila. Los equipos continúan divididos en la Zona Norte y Zona Sur, a su vez se subdividen en la división este y oeste con cuatro equipos cada una. A partir de esta temporada se comienza a utilizar la regla del bateador designado.
En la Serie Final los Diablos Rojos del México obtuvieron el quinto título y primer bicampeonato de su historia al derrotar en 4 juegos a los Algodoneros de Unión Laguna. El mánager campeón fue Benajmín "Cananea" Reyes.

## Equipos participantes
| Liga Mexicana de Béisbol 1974 |          |                              |           |                                      |                         |             |
| Zona                          | División | Equipo                       | Fundación | Ciudad                               | Estadio                 | Capacidad   |
| Norte                         | Este     | Alijadores de Tampico        | 1937      | Tampico, Tamaulipas                  | Alijadores              | 7,000       |
| Norte                         | Este     | Bravos de Reynosa            | 1963      | Reynosa, Tamaulipas                  | Adolfo López Mateos     | 10,000      |
| Norte                         | Este     | Mineros de Coahuila          | 1974      | Monclova, Coahuila Sabinas, Coahuila | Deportivo AHMSA Sabinas | 3,000 4,000 |
| Norte                         | Este     | Sultanes de Monterrey        | 1939      | Monterrey, Nuevo León                | Cuauhtémoc              | 8,000       |
| Norte                         | Oeste    | Algodoneros de Unión Laguna  | 1940      | Gómez Palacio, Durango               | Rosa Laguna             | 6,000       |
| Norte                         | Oeste    | Dorados de Chihuahua         | 1936      | Chihuahua, Chihuahua                 | Manuel L. Almanza       | 8,000       |
| Norte                         | Oeste    | Indios de Ciudad Juárez      | 1936      | Ciudad Juárez, Chihuahua             | Cruz Blanca             | 5,000       |
| Norte                         | Oeste    | Saraperos de Saltillo        | 1970      | Saltillo, Coahuila                   | Francisco I. Madero     | 16,000      |
| Sur                           | Este     | Cafeteros de Córdoba         | 1934      | Córdoba, Veracruz                    | "Beisborama"            | 12,000      |
| Sur                           | Este     | Diablos Rojos del México     | 1940      | México, D. F.                        | Seguro Social           | 25,000      |
| Sur                           | Este     | Leones de Yucatán            | 1954      | Mérida, Yucatán                      | Carta Clara             | 9,000       |
| Sur                           | Este     | Rojos del Águila de Veracruz | 1903      | Veracruz, Veracruz                   | Deportivo Veracruzano   | 12,000      |
| Sur                           | Oeste    | Charros de Jalisco           | 1946      | Guadalajara, Jalisco                 | Tecnológico de la UDG   | 4,000       |
| Sur                           | Oeste    | Pericos de Puebla            | 1938      | Puebla, Puebla                       | Hermanos Serdán         | 12,112      |
| Sur                           | Oeste    | Petroleros de Poza Rica      | 1958      | Poza Rica, Veracruz                  | Heriberto Jara Corona   | 10,000      |
| Sur                           | Oeste    | Tigres Capitalinos           | 1955      | México, D. F.                        | Seguro Social           | 25,000      |

## Posiciones
| Zona Norte     | Zona Norte    | Zona Norte    | Zona Norte    | Zona Norte    |
| División Este  | División Este | División Este | División Este | División Este |
| Equipo         | JG            | JP            | PCT           | JV            |
| -------------- | ------------- | ------------- | ------------- | ------------- |
| Tampico        | 66            | 71            | .482          | -             |
| Monterrey      | 65            | 72            | .474          | 1.0           |
| Coahuila       | 59            | 77            | .434          | 6.5           |
| Reynosa        | 53            | 79            | .402          | 10.5          |
| División Oeste |               |               |               |               |
| Equipo         | JG            | JP            | PCT           | JV            |
| Saltillo       | 83            | 53            | .610          | -             |
| Unión Laguna   | 79            | 57            | .581          | 4.0           |
| Chihuahua      | 64            | 71            | .474          | 18.5          |
| Ciudad Juárez  | 60            | 78            | .435          | 24.0          |

| Zona Sur       | Zona Sur      | Zona Sur      | Zona Sur      | Zona Sur      |
| División Este  | División Este | División Este | División Este | División Este |
| Equipo         | JG            | JP            | PCT           | JV            |
| -------------- | ------------- | ------------- | ------------- | ------------- |
| México         | 75            | 61            | .551          | -             |
| Córdoba        | 66            | 67            | .496          | 7.5           |
| Águila         | 62            | 74            | .456          | 13.0          |
| Yucatán        | 60            | 75            | .444          | 14.5          |
| División Oeste |               |               |               |               |
| Equipo         | JG            | JP            | PCT           | JV            |
| Jalisco        | 84            | 50            | .627          | -             |
| Puebla         | 81            | 56            | .591          | 4.5           |
| Poza Rica      | 71            | 65            | .522          | 14.0          |
| Tigres         | 56            | 78            | .418          | 28.0          |

| Clasificado a los playoffs |

## Juego de Estrellas
El Juego de Estrellas de la LMB se realizó el 3 de julio en el Estadio Rosa Laguna en Gómez Palacio, Durango. La selección de Mexicanos se impuso a la selección de Extranjeros 17 carreras a 6.

## Play-offs
|  | Primer Play off | Primer Play off |              |   | Finales de zona | Finales de zona |  |  | Serie Final | Serie Final |
|  |                 |                 |              |   |                 |                 |  |  |             |             |
|  |                 |                 |              |   |                 |                 |  |  |             |             |
|  |                 |                 |              |   |                 |                 |  |  |             |             |
|  |                 |                 |              |   |                 |                 |  |  |             |             |
|  | Unión Laguna    | 4               |              |   |                 |                 |  |  |             |             |
|  | Unión Laguna    | 4               |              |   |                 |                 |  |  |             |             |
|  | Tampico         | 1               |              |   |                 |                 |  |  |             |             |
|  | Tampico         | 1               | Unión Laguna | 4 |                 |                 |  |  |             |             |
|  | Zona Norte      |                 | Unión Laguna | 4 |                 |                 |  |  |             |             |
|  |                 | Saltillo        | 3            |   |                 |                 |  |  |             |             |
|  | Monterrey       | Saltillo        | 3            | 1 |                 |                 |  |  |             |             |
|  | Monterrey       |                 |              | 1 |                 |                 |  |  |             |             |
|  | Saltillo        | 4               |              |   |                 |                 |  |  |             |             |
|  | Saltillo        | 4               | Unión Laguna | 0 |                 |                 |  |  |             |             |
|  |                 |                 | Unión Laguna | 0 |                 |                 |  |  |             |             |
|  |                 | México          | 4            |   |                 |                 |  |  |             |             |
|  | Puebla          | México          | 4            | 2 |                 |                 |  |  |             |             |
|  | Puebla          |                 |              | 2 |                 |                 |  |  |             |             |
|  | México          | 4               |              |   |                 |                 |  |  |             |             |
|  | México          | 4               | México       | 4 |                 |                 |  |  |             |             |
|  | Zona Sur        |                 | México       | 4 |                 |                 |  |  |             |             |
|  |                 | Jalisco         | 2            |   |                 |                 |  |  |             |             |
|  | Córdoba         | Jalisco         | 2            | 0 |                 |                 |  |  |             |             |
|  | Córdoba         |                 |              | 0 |                 |                 |  |  |             |             |
|  | Jalisco         | 4               |              |   |                 |                 |  |  |             |             |
|  | Jalisco         | 4               |              |   |                 |                 |  |  |             |             |

## Designaciones
Se designó como novato del año a Guadalupe Salinas  de los Bravos de Reynosa.

## Acontecimientos relevantes
- 29 de abril: Anastasio Velázquez de los Rojos del Águila de Veracruz le lanza juego sin hit ni carrera de 9 entradas a los Dorados de Chihuahua, en un partido disputado en Veracruz, Veracruz y que terminó con marcador de 1-0.
- 4 de mayo: Alfredo Meza de los Tigres Capitalinos le lanza juego sin hit ni carrera de 9 entradas a los Alijadores de Tampico, en un partido disputado en México, D. F. y que terminó con marcador de 3-0.
- 14 de junio: Edward Kelly de los Charros de Jalisco le lanza juego sin hit ni carrera de 9 entradas a los Mineros de Coahuila, en un partido disputado en Monclova, Coahuila y que terminó con marcador de 3-0.